# Neocaridina heteropoda
Neocaridina heteropoda  (лат.) — вид пресноводных креветок из семейства Atyidae. Два китайских подвида в природе известны по четырём находкам из трёх провинций Китая (Чжэцзян, Аньхой, Хэнань), «корейский» подвид описан в 1938 году по материалу с рыбного рынка в Корее.

## Строение
Длина тела — до 4 см без учёта антенн. Своё название «вишнёвые креветки» получили в связи с насыщенной красной окраской. Самки крупнее и ярче самцов. Также у самок сквозь панцирь видно «седло» — желтоватое образование на спинке, представляющее собой яичники с созревающей икрой.

## Содержание
При содержании в аквариуме вишнёвые креветки неприхотливы к условиям обитания и питанию. Основными требованиями вишневых креветок к условиям содержания является отсутствие в аквариумной воде солей меди, аммиака, нитритов и нитратов. Оптимальная для них температура — 23—25 градусов, а кислотность воды — pH = 7,5—8.
Благодаря своей неприхотливости вишневые креветки прекрасно подходят в качестве первых питомцев для начинающих аквариумистов.
Самих креветок очень легко кормить, они принимают фактически любой вид корма: бланшированный шпинат, цукини, водоросли, корм для рыб, мотыль, овсянка и многое другое. Одним словом - черрики непридирчивы к любой еде. Если креветки содержатся в видовом аквариуме, кормить их лучше один или два раза в неделю.

## Размножение
Размножение вишневой креветки осуществляется «самосевом»: самка вынашивает икринки сначала под панцирем, а затем «под хвостом». К назначенному сроку из икринок вылупляются миниатюрные особи, которые способны самостоятельно питаться. Кстати, отличается самец от самки не только по внешнему виду (самцы меньших размеров (длина около 2 см), чем самки (средняя длина составляет 4 см), и к тому же менее окрашены), но и поведением: особи мужского пола более проворные.